# 伊莎贝尔·皮拉尔科娃
伊莎贝尔·皮拉尔科娃·科埃略（西班牙語：Isabel Piralkova Coello，2005年6月23日—），西班牙女子水球运动员，父亲Svilen Piralkov同样是水球运动员，2024年世界游泳锦标赛女子水球铜牌得主、2024年夏季奥林匹克运动会女子金牌得主。